# Lijst van voetbalinterlands Chili - Panama
Deze lijst van voetbalinterlands is een overzicht van alle officiële voetbalwedstrijden tussen de nationale teams van Chili en Panama. De landen speelden tot op heden vijf keer tegen elkaar. De eerste ontmoeting, een vriendschappelijke wedstrijd, werd gespeeld in Santiago op 16 maart 1952. Het laatste duel, eveneens een vriendschappelijke wedstrijd, vond plaats op 8 februari 2025 in de Chileense hoofdstad.

## Wedstrijden
| № | Plaats       | Datum           | Competitie              | Wedstrijd      | Uitslag |
| - | ------------ | --------------- | ----------------------- | -------------- | ------- |
| 1 | Santiago     | 16 maart 1952   | Vriendschappelijk       | Chili – Panama | 6 – 1   |
| 2 | Valparaíso   | 7 juni 2008     | Vriendschappelijk       | Chili – Panama | 0 – 0   |
| 3 | Coquimbo     | 20 januari 2010 | Vriendschappelijk       | Chili – Panama | 2 – 1   |
| 4 | Philadelphia | 14 juni 2016    | Copa América Centenario | Chili – Panama | 4 – 2   |
| 5 | Santiago     | 8 februari 2025 | Vriendschappelijk       | Chili − Panama | 6 − 1   |

## Samenvatting
| Competitie        | Totaal gespeeld | Winst Chili | Gelijk | Winst Panama | Doelsaldo Chili – Panama |
| ----------------- | --------------- | ----------- | ------ | ------------ | ------------------------ |
| Copa América      | 1               | 1           | 0      | 0            | 4 − 2                    |
| Vriendschappelijk | 4               | 3           | 1      | 0            | 14 − 3                   |
| Totaal            | 5               | 4           | 1      | 0            | 18 − 5                   |

Wedstrijden bepaald door strafschoppen worden, in lijn met de FIFA, als een gelijkspel gerekend.

## Details

### Derde ontmoeting
| Vriendschappelijk (Coquimbo, Chili, 21 januari 2010): |       |                   |
| Chili                                                 | 2 – 1 | Panama            |
| Esteban Paredes 51' Esteban Paredes 53'               | goals | 87' Roberto Brown |